# Gregor Preac
Gregor Preac, slovenski pisatelj, pesnik, novinar, fotograf in popotnik, * 14. april 1968, Ljubljana.

## Življenje
Študiral je na Fakulteti za družbene vede, smer novinarstvo. Živi v Mariboru, veliko pa tudi potuje, kjer aktivno ustvarja. Je pa tudi član oranizacije IFJ - International Federation of Journalists.
Bil je član Slovenske nacionalne stranke, pri kateri naj bi postal nosilec liste na volitvah poslancev iz Slovenije v Evropski parlament 2019, a je še pred oblikovanjem liste izstopil iz stranke zaradi spora s predsednikom Zmagom Jelinčičem.

## Delo
Pisal je za slovenske revije in časopise Mladina, Delo, Večer, Dnevnik; ter popotne reportaže za več slovenskih revij in za Radio Slovenija. Objavljal je tudi pesmi, uganke in zgodbice v otroški reviji Trobentica.
Prepotoval je okrog 80 držav, še posebno veliko časa pa preživlja v državah tretjega sveta. Iz teh potovanj je imel več razstav, največkrat je razstavljal slike z obrazi otrok. Njegove razstave so bile večkrat tudi v Univerzitetni knjižnici v Mariboru.
Na svoji poti uči v dobrodelnih šolah otroke iz revnih četrti ali brez staršev in zbira zgodbe ter modrosti. Od leta 2002 zbrane misli s poti izdaja v knjigah za otroke.

## Literarna dela
- Vesoljne sanje, (2002)
- Abeceda Živžav (2004)
- Žuganke (2005)
- Poljub z noskom (2008)
- Oblaček srajček (2008)